# Palais Liechtenstein (Kampa)

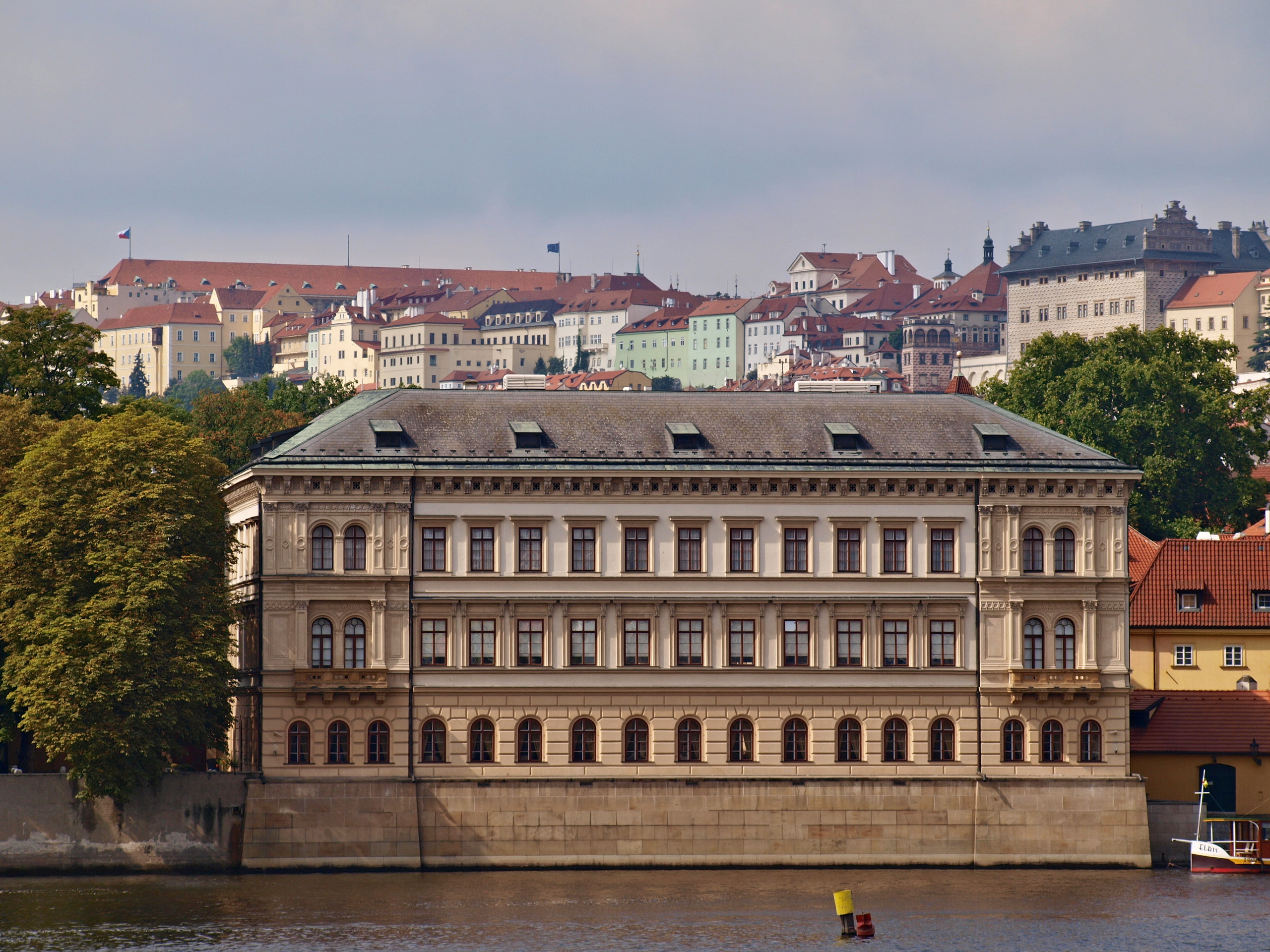
Lichtenštejnský palác (Kampa)

Das Palais Liechtenstein (tschechisch: Lichtenštejnský palác) ist ein barockes Stadtschloss auf der Insel Kampa in der tschechischen Hauptstadt Prag. Das direkt am Moldauufer nahe der Karlsbrücke liegende Palais ist nicht zu verwechseln mit dem Palais Liechtenstein am nahe gelegenen Kleinseitner Ring.

## Geschichte
Das Palais ließ Franz Helfried von Kaiserstein im Zeitraum von 1697 bis 1698 auf einem sechskantigen Grundriss nach einem Entwurf von Giovanni Battista Alliprandi erbauen. Späterer Eigentümer des Palais war die Familie von Kolowrat.
Johann I. Josef von Liechtenstein erwarb das Palais Kaiserštejn 1831, ließ die beiden Türme über der Moldau entfernen und es mit einer klassizistischen Fassade versehen. Die Familie Odkolek, die das Palais im Jahre 1864 in ungepflegtem Zustand gekauft hatte, ließ diesen um ein Stockwerk erhöhen und seine Fassade im Stile des Klassizismus umbauen. 1874 wurde hier die neu errichtete zweite deutsche Realschule in Prag untergebracht.
Zwischen 1924 und 1934 erfolgten in den Innenräumen umfangreiche Umbauarbeiten, bei denen auch der Wassertunnel aus der Moldau entfernt wurde. In den Kriegsjahren von 1940 bis 1945 hatte die Prager Kreisleitung der NSDAP im Palais Liechtenstein ihren Sitz. Im Garten des Palastes befand sich ein Übungsplatz der Hitlerjugend.
Nach 1945 wurde auf der Kampa ein Stadtpark angelegt, und das Schloss wurde von verschiedenen Behörden wie dem Staatlichen Bauausschuss und der Staatlichen Plankommission genutzt. 1964 wurde der Palast zum Kulturdenkmal erklärt.
Im Jahr 1978 ging der Palast in die Verwaltung des Büros des Ministerpräsidenten der Tschechoslowakischen Republik über. Zu diesem Zeitpunkt befand sich das Gebäude in einem baufälligen Zustand und die gesamte Ostfassade des Palais drohte in die Moldau zu stürzen. Daher wurde in den Jahren 1982 bis 1991 eine vollständige Renovierung durch die Architekten Kamil Fuchs und Jarmila Ledinska durchgeführt. Im Jahr 2002 wurde das Erdgeschoss des Palastes durch das Jahrtausend-Hochwasser verwüstet, und es musste eine weitere kostspielige Renovierung durchgeführt werden.

## Heutige Nutzung
Das Palais gehört dem Staat und dient der Unterbringung von Staatsgästen und Kulturveranstaltungen. Es ist als Kulturdenkmal geschützt.